# Clouds
Clouds – album szwedzkiej grupy muzycznej Tiamat, wydany został w 1992 roku nakładem Century Media Records. Nagrania zostały zarejestrowane w Woodhouse Studio w Dortmundzie w Niemczech we współpracy z producentem muzycznym Waldemarem Sorychtą. W ramach promocji do utworu "The Sleeping Beauty" został zrealizowany teledysk.

## Lista utworów
Opracowano na podstawie materiału źródłowego.
1. "In a Dream" (sł. Johan Edlund, muz. Johan Edlund, Niklas Ekstrand, Thomas Petersson) – 5:12
2. "Clouds" (sł. Johan Edlund, muz. Johan Edlund, Niklas Ekstrand, Thomas Petersson) – 3:40
3. "Smell of Incense" (sł. Johan Edlund, muz. Johan Edlund, Thomas Petersson) – 4:29
4. "A Caress of Stars" (sł. Hannah Stjärnvind, muz. Johan Edlund, Thomas Petersson) – 5:26
5. "The Sleeping Beauty" (sł. Johan Edlund, muz. Johan Edlund, Johnny Hagel) – 4:10
6. "Forever Burning Flames" (sł. Johan Edlund, muz. Johan Edlund, Ekstrand, Thomas Petersson) – 4:22
7. "The Scapegoat" (sł. Johan Edlund, muz. Johan Edlund, Niklas Ekstrand, Thomas Petersson) – 4:56
8. "Undressed" (sł. Johan Edlund, muz. Johan Edlund, Thomas Petersson) – 7:10

## Twórcy
Opracowano na podstawie materiału źródłowego.
| - Johan Edlund - wokal prowadzący, gitara rytmiczna - Thomas Petersson - gitara prowadząca, gitara akustyczna - Johnny Hagel - gitara basowa - Kenneth Roos - instrumenty klawiszowe, aranżacje - Niklas Ekstrand - perkusja - Kristian Wahlin - oprawa graficzna |  | - Siggi Bemm - inżynieria dźwięku - Nadine Mainka - oprawa graficzna - Philipp Schulte - koordynator nagrań - Waldemar Sorychta - produkcja muzyczna - Jonas Malmsteen - aranżacje |

## Wydania
| Rok  | Nr katalogowy      | Format | Wytwórnia płytowa                         | Region            | Źródło |
| ---- | ------------------ | ------ | ----------------------------------------- | ----------------- | ------ |
| 1992 | 84 9736-2          | CD     | Century Media Records                     | Niemcy            | [ 5 ]  |
| 1992 | 7736-2             | CD     | Century Media Records                     | Stany Zjednoczone | [ 5 ]  |
| 1992 | MASS 0043          | CS     | Metal Mind Records                        | Polska            | [ 5 ]  |
| 1992 | 08 9736-1          | LP     | Century Media Records                     | Niemcy            | [ 5 ]  |
| 1992 | 08 9736-1, DCR 006 | LP     | Century Media Records, Death City Records | Rosja             | [ 5 ]  |
| 2001 | 7736-2             | CD     | Century Media Records                     | Stany Zjednoczone | [ 5 ]  |
| 2009 | 9979541            | LP     | Century Media Records                     | Niemcy            | [ 5 ]  |